# Charops luctuosus
Charops luctuosus är en stekelart som först beskrevs av Cresson 1865.  Charops luctuosus ingår i släktet Charops och familjen brokparasitsteklar. Inga underarter finns listade i Catalogue of Life.